# Eugen Büchner
Eugen Büchner (in russo Евгений Александрович Бихнер?; San Pietroburgo, 1º aprile 1861 – San Pietroburgo, 17 marzo 1913) è stato uno zoologo russo di origini tedesche.
Originario di San Pietroburgo, effettuò qui gli studi, prima alla scuola riformata, poi, dal 1879 al 1883, all'Università di San Pietroburgo. A partire dal 1883 lavorò presso il Museo Zoologico dell'Accademia delle Scienze. La sua opera Die Vögel des St. Petersburger Gouvernements («Gli uccelli del governatorato di San Pietroburgo») venne premiato dalla Società dei naturalisti di San Pietroburgo.

## Specie descritte
Büchner si distinse per la descrizione di numerose specie, tuttora riconosciute. Tra esse ricordiamo:
- gazzella di Przewalski (Procapra przewalskii)
- lemming di Przewalski (Eolagurus przewalskii)
- gerboa di Przewalski (Brachiones przewalskii)
- arvicola del Qinghai (Neodon fuscus)
- arvicola acquatica cinese (Alexandromys limnophilus)
- arvicola dei canneti (Alexandromys fortis)
- sicista cinese (Sicista concolor)
- citello dell'Alashan (Spermophilus alashanicus)
- pika dalle orecchie rosse (Ochotona erythrotis)
- pika di Kozlov (Ochotona koslowi)

## Opere (parziale)
- Eugen Büchner, Zur Kenntniss der rothen Murmelthiere Central-Asiens, San Pietroburgo, Buchdruckerei der Kaiserlichen Akademie der Wissenschaften, 1892.
- Eugen Büchner, Die Vogel des St. Petersburger Gouvernements, in Beiträge zur Kenntniss des russischen Reiches und der angrenzenden Länder Asiens, Journal für Ornithologie, San Pietroburgo, Buchdruckerei der Kaiserlichen Akademie der Wissenschaften, 1886,  pp. 196-210, DOI:10.1007/BF02029101.
- Zur Geschichte der Kaukasischen Ture (Capra caucasica Güld. und Capra cylindricornis Blyth), in Mémoires de l’Académie de St.-Petersbourg, 1887.
- Über das Fehlen des Eichhörnchens im Kaukasus, in Bulletin de l’Académie impériale des sciences de St.-Pétersbourg, 1890,  pp. 125-132.
- Eugen Büchner, Die Säugethiere der Ganssu-Expedition (1884–1887), San Pietroburgo, Buchdruckerei der Kaiserlichen Akademie der Wissenschaften, 1890.
- Ueber eine neue Sminthus-Art aus China, San Pietroburgo, 1892.